# أوسكاربورغ
أوسكاربورغ (بالنرويجية: Oscarsborg festning) هو حِصن ساحلي يقع في خليج أوسلو بالنرويج، أُنجِز بناؤه عام 1855. اشتهر الحصن بتمكنه من إغراق الطراد الألماني بلوخر خلال الاجتياح الألماني للنرويج عام 1940 في الحرب العالمية الثانية.